# Yeosu
Yeosu (em hangul: 여수시) é uma cidade na Província de Jeolla do Sul, na Coreia do Sul, com 501,3 km² e cerca de 295.439 habitantes. A velha cidade de Yeosu, que foi fundada em 1949, e a cidade de Yeocheon, fundada em 1986, foram fundidas numa nova cidade, em 1998.
A cidade de Yeosu consiste na península de Yeosu, bem como nas 317 ilhas (49 habitadas, 268 inabitadas). Situada ao longo da costa sul da Coreia do Sul, é separada da Namhae, no sul da província de Gyeongsang, a leste por uma via navegável natural, bem como a Baía de Suncheon a oeste e noroeste, e a cidade de Suncheon ao longo das suas margens. A cidade tem três Câmaras Municipais. Em 1 de Abril de 1998, as cidades de Yeosu e Yeocheon fundiram, para formar a cidade de Yeosu unificada.
Graças ao mar e á corrente de vento quente, Yeosu tem verões quentes e invernos amenos. Yeosu é uma cidade de história, onde existe uma fidelidade com a sede da província de Jeolla, onde foi localizada uma base naval, e o Almirante Yi Sun Shin que inventou o Geobukseon ou "um navio tartaruga" para salvar o país, enquanto servindo como Comandante da Marinha da Província de Jeolla.
Com um resort internacional no oceano permitindo o turismo na cidade e da nova era da Marinha do século XXI, em Yeosu está sendo desenvolvida num belo Yeosu Harbor, onde estão presentes empresas de todo o mundo. Na 142.ª Assembleia Geral da BIE, que se realizou em Paris em 26 de Novembro de 2007, a comunidade mundial selecionou Yeosu como a cidade anfitriã para a Exposição Munidial de 2012 ou Expo 2012. Esta Expo será a segunda da Coreia do Sul, pois antes já havia ocorrido a Exposição Universal de 1993.

## Cidades geminadas
- Cebu, Filipinas
- Hangzhou, China
- Karatsu, Japão
- Newport Beach, Estados Unidos
- Sikeston, Estados Unidos
- Weihai, China